# 1827 في فرنسا
فيما يلي قوائم الأحداث التي وقعت خلال عام 1827 في فرنسا.

## سياسة

### تعيين في المنصب
- 1 يناير – لوي جاك تينار نائب فرنسي.
- 17 نوفمبر – لوي نيكولا فوكلان نائب فرنسي.

## مواليد

### فبراير
- 1 فبراير – آلفونس جيمس روتشايلد

### مارس
- 25 أكتوبر – مارسيلان بيرتيلو

### أكتوبر
- 25 أكتوبر – مارسيلان بيرتيلو

### نوفمبر
- 23 نوفمبر – أوغست شوفو
- 30 نوفمبر – هنري ارنست بيون عالم نبات فرنسي.

## وفيات

### مارس
- 5 مارس – بيير لابلاس (مواليد 1749) رياضي وفلكي فرنسي.

### يوليو
- 14 يوليو – أوغستان-جان فرينل (مواليد 1788) فيزيائي فرنسي.

### نوفمبر
- 1 نوفمبر – لويس فرانسوا كاساس (مواليد 1756) رسام فرنسي.